# Право дано
«Право дано» — мини-альбом группы Артур Беркут, который вышел 17 сентября 2011 года. Этот диск — первая студийная работа коллектива, презентация которого впервые состоялась 25 сентября 2011 в Житомире. 11 ноября 2011 года в Москве в клубе «P!PL» прошла столичная презентация релиза. В поддержку мини-альбома прошёл тур по городам России и Украины.

## История создания
С уходом из группы «Ария» Артур Беркут занялся созданием новой группы и подготовкой нового материала для выступлений. В августе 2011 года был записан мини-альбом «Право дано» на студии Андрея Ковалёва (Пилигрим), в записи мини-альбома также принял участие струнный квартет «Нота-икс».

## Отзывы критиков
(<…>) И не удивительно, что «Право дано» более чем однозначно даёт понять, что продолжение сольной карьеры Беркута будет ориентировано всё на ту же арийскую фэн-базу: здесь есть и традиционные хэви-металлические боевики («Право дано» и «Без правил»), и душевные баллады («Орёл» и «Семь морей»). Остаётся лишь надеяться, что полноценного альбома нам придется ждать не очень долго, и окажется он не слабее той «завлекалочки», которую мы получили в виде вот этого миника.— Рецензия из журнала «Dark City» 

## Список композиций
Все тексты написаны А.Жуковым, кроме отмеченных, вся музыка написана Артуром Беркутом.
| №  | Название           | Текст песни | Музыка | Длительность |
| -- | ------------------ | ----------- | ------ | ------------ |
| 1. | «Интро»            | А.Беркут    |        | 1:01         |
| 2. | «Право дано»       |             |        | 3:07         |
| 3. | «Орёл»             |             |        | 4:56         |
| 4. | «Без правил»       |             |        | 4:11         |
| 5. | «Семь морей»       |             |        | 4:38         |
| 6. | «+ Бонусное видео» | -           | -      |              |

## Участники записи
Группа «Артур Беркут»
- Артур Беркут — вокал, клавишные, акустическая гитара (5)
- Алексей Страйк — гитара
- Игорь Моравский («Бах») — бас-гитара
- Олег Ховрин («Kobra») — барабаны, перкуссия

Другие
- Александр Карпухин — барабаны (1)
- Струнный квинтет «Нота-икс» под руководством С. Берштейна
- Звукоинженеры — Сергей Пудин, Евгений Захаров
- Сведение и мастеринг — Сергей Пудин
- Саунд-продюсер — Алексей Страйк
- Директор группы — Оксана Михеева
- Дизайн, обложка — Кирилл «Yevseeff» Евсеев
- Логотип группы «Артур Беркут» (только птица) — Лео Хао
- Фото, видео — Артур Михеев мл.[7]